# Leichtathletik-Weltmeisterschaften 2005/400 m der Frauen

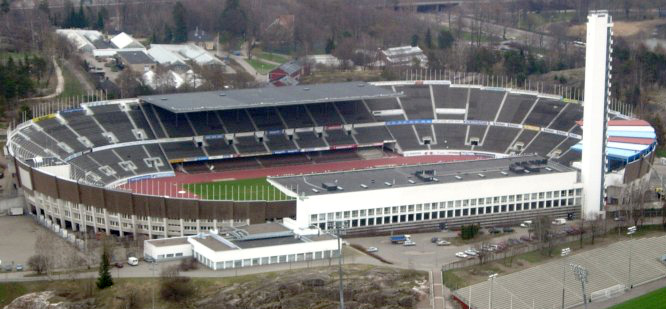
Das Olympiastadion in Helsinki im Mai 2005

Der 400-Meter-Lauf der Frauen bei den Leichtathletik-Weltmeisterschaften 2005 wurde vom 7. bis 10. August 2005 im Olympiastadion der finnischen Hauptstadt Helsinki ausgetragen.
Weltmeisterin wurde die aktuelle Olympiasiegerin Tonique Williams-Darling aus Bahamas. Den zweiten Rang belegte die US-Amerikanerin Sanya Richards, die in den Jahren zuvor zweimal Gold mit der 4-mal-400-Meter-Staffel ihres Landes gewonnen hatte (WM 2003 / OS 2004). Die mexikanische Titelverteidigerin, WM-Dritte von 2001 und Olympiazweite von 2004 Ana Guevara errang die Bronzemedaille.

## Bestehende Rekorde
| Weltrekord | 47,60 s | Marita Koch           | Canberra, Australien          | 6. Oktober 1985 |
| WM-Rekord  | 47,99 s | Jarmila Kratochvílová | WM 1983 in Helsinki, Finnland | 10. August 1983 |

Der seit den ersten Weltmeisterschaften 1983 bestehende WM-Rekord blieb auch hier in Helsinki ungefährdet. Weltmeisterin Tonique Williams-Darling verfehlte ihn im Finale um 1,56 Sekunden.

## Vorrunde
5. August 2005, 17:35 Uhr
Die Vorrunde wurde in sechs Läufen durchgeführt. Die ersten drei Athletinnen pro Lauf – hellblau unterlegt – sowie die darüber hinaus sechs zeitschnellsten Läuferinnen – hellgrün unterlegt – qualifizierten sich für das Halbfinale.

### Vorlauf 1
7. August 2005, 11:55 Uhr
| Platz | Name              | Nation         | Zeit     |
| ----- | ----------------- | -------------- | -------- |
| 1     | Ana Guevara       | Mexiko         | 051,14 s |
| 2     | Christine Amertil | Bahamas        | 051,35 s |
| 3     | Fatou Bintou Fall | Senegal        | 051,45 s |
| 4     | Donna Fraser      | Großbritannien | 051,68 s |
| 5     | Anna Guzowska     | Polen          | 052,20 s |
| 6     | Dímitra Dóva      | Griechenland   | 052,29 s |
| 7     | Egle Uljas        | Estland        | 052,94 s |
| 8     | Kou Luogon        | Liberia        | 054,85 s |

### Vorlauf 2
7. August 2005, 12:02 Uhr
| Platz | Name                     | Nation         | Zeit     |
| ----- | ------------------------ | -------------- | -------- |
| 1     | DeeDee Trotter           | USA            | 051,44 s |
| 2     | Christine Ohuruogu       | Großbritannien | 051,76 s |
| 3     | Karen Shinkins           | Irland         | 051,82 s |
| 4     | Kaltouma Nadjina         | Tschad         | 051,88 s |
| 5     | Lucimar Teodoro          | Brasilien      | 052,19 s |
| 6     | Asami Chiba              | Japan          | 052,80 s |
| 7     | Sandrine Thiébaud-Kangni | Togo           | 053,39 s |
| 8     | Gayane Bulghadaryan      | Armenien       | 059,46 s |

### Vorlauf 3

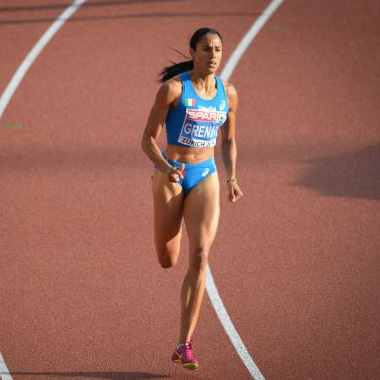
Libania Grenot, hier noch für Kuba, später für Italien startend, schied als Fünfte ihres Vorlaufs aus

7. August 2005, 12:09 Uhr
| Platz | Name                | Nation              | Zeit        |
| ----- | ------------------- | ------------------- | ----------- |
| 1     | Swetlana Pospelowa  | Russland            | 050,80 s    |
| 2     | Tiandra Ponteen     | St. Kitts und Nevis | 051,37 s    |
| 3     | Nawal El Jack       | Sudan               | 051,61 s    |
| 4     | Maria Laura Almirão | Brasilien           | 052,69 s    |
| 5     | Libania Grenot      | Kuba                | 053,05 s    |
| 6     | Barbara Petráhn     | Ungarn              | 053,09 s    |
| 7     | Kirsi Mykkänen      | Finnland            | 053,10 s    |
| 8     | Shifana Ali         | Malediven           | 1:01,55 min |

### Vorlauf 4

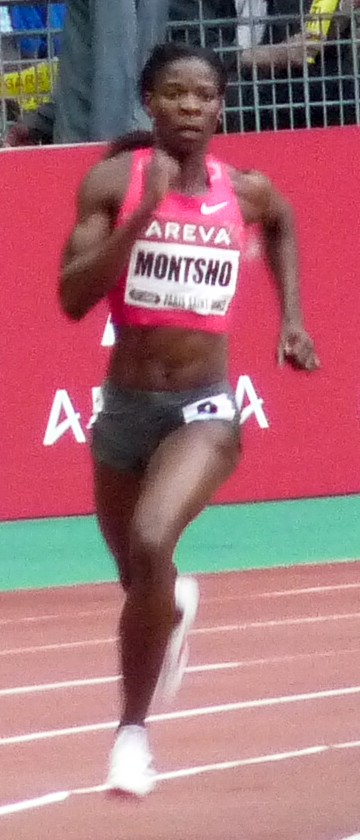
Als Siebte ihres Rennens scheiterte Amantle Montsho in der Vorrunde

7. August 2005, 12:16 Uhr
| Platz | Name                     | Nation     | Zeit     |
| ----- | ------------------------ | ---------- | -------- |
| 1     | Tonique Williams-Darling | Bahamas    | 051,04 s |
| 2     | Olesja Sykina            | Russland   | 051,59 s |
| 3     | Shericka Williams        | Jamaika    | 052,07 s |
| 4     | Hanna Kosak              | Belarus    | 052,19 s |
| 5     | Grażyna Prokopek         | Polen      | 052,39 s |
| 6     | Solene Désert            | Frankreich | 052,94 s |
| 7     | Amantle Montsho          | Botswana   | 053,97 s |

### Vorlauf 5

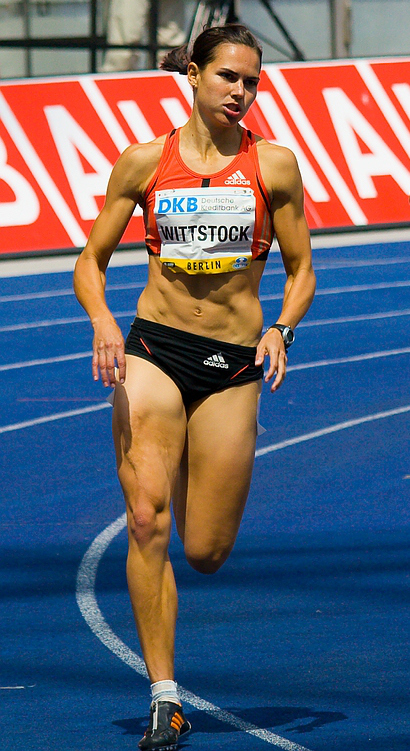
Estie Wittstock – als Siebte und Letzte ihres Vorlaufs nicht in der nächsten Runde

7. August 2005, 12:23 Uhr
| Platz | Name               | Nation    | Zeit     |
| ----- | ------------------ | --------- | -------- |
| 1     | Sanya Richards     | USA       | 051,00 s |
| 2     | Amy Mbacké Thiam   | Senegal   | 051,66 s |
| 3     | Lorraine Fenton    | Jamaika   | 052,07 s |
| 4     | Hazel-Ann Regis    | Grenada   | 052,51 s |
| 5     | Antonina Jefremowa | Ukraine   | 052,89 s |
| 6     | Aliann Pompey      | Guyana    | 053,12 s |
| 7     | Estie Wittstock    | Südafrika | 053,28 s |

### Vorlauf 6
7. August 2005, 12:30 Uhr
| Platz | Name              | Nation                         | Zeit     |
| ----- | ----------------- | ------------------------------ | -------- |
| 1     | Natalja Antjuch   | Russland                       | 051,38 s |
| 2     | Monique Henderson | USA                            | 051,65 s |
| 3     | Ilona Ussowitsch  | Belarus                        | 051,66 s |
| 4     | Lee McConnell     | Großbritannien                 | 052,00 s |
| 5     | Ronetta Smith     | Jamaika                        | 052,26 s |
| 6     | Kineke Alexander  | St. Vincent und die Grenadinen | 054,45 s |
| 7     | Munira al-Saleh   | Syrien                         | 055,83 s |
| DNF   | Hortense Béwouda  | Kamerun                        |          |

## Halbfinale
Aus den drei Halbfinalläufen qualifizierten sich die jeweils ersten beiden Athletinnen – hellblau unterlegt – sowie die darüber hinaus zwei zeitschnellsten Läuferinnen – hellgrün unterlegt – für das Finale.

### Halbfinallauf 1

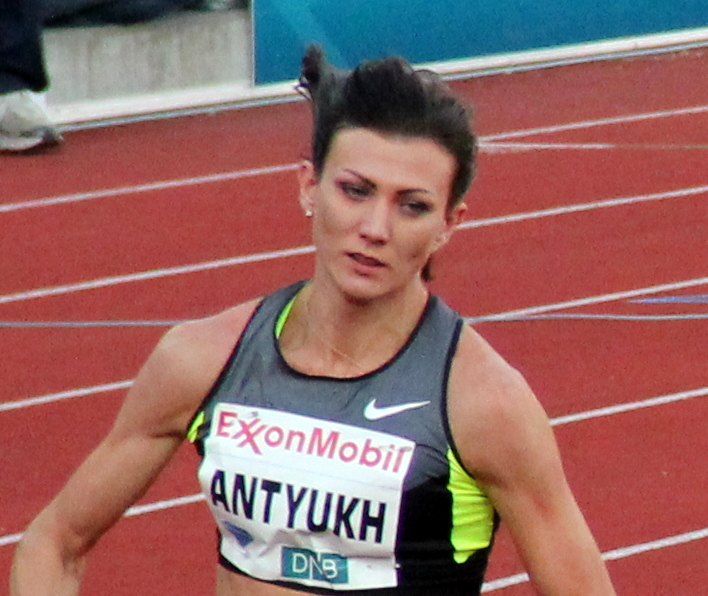
Natalja Antjuch verfehlte das Finale um einen Rang
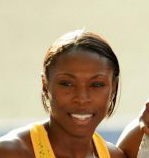
Shericka Williams – ihr sechster Rang war zu wenig, um im Endlauf dabei zu sein
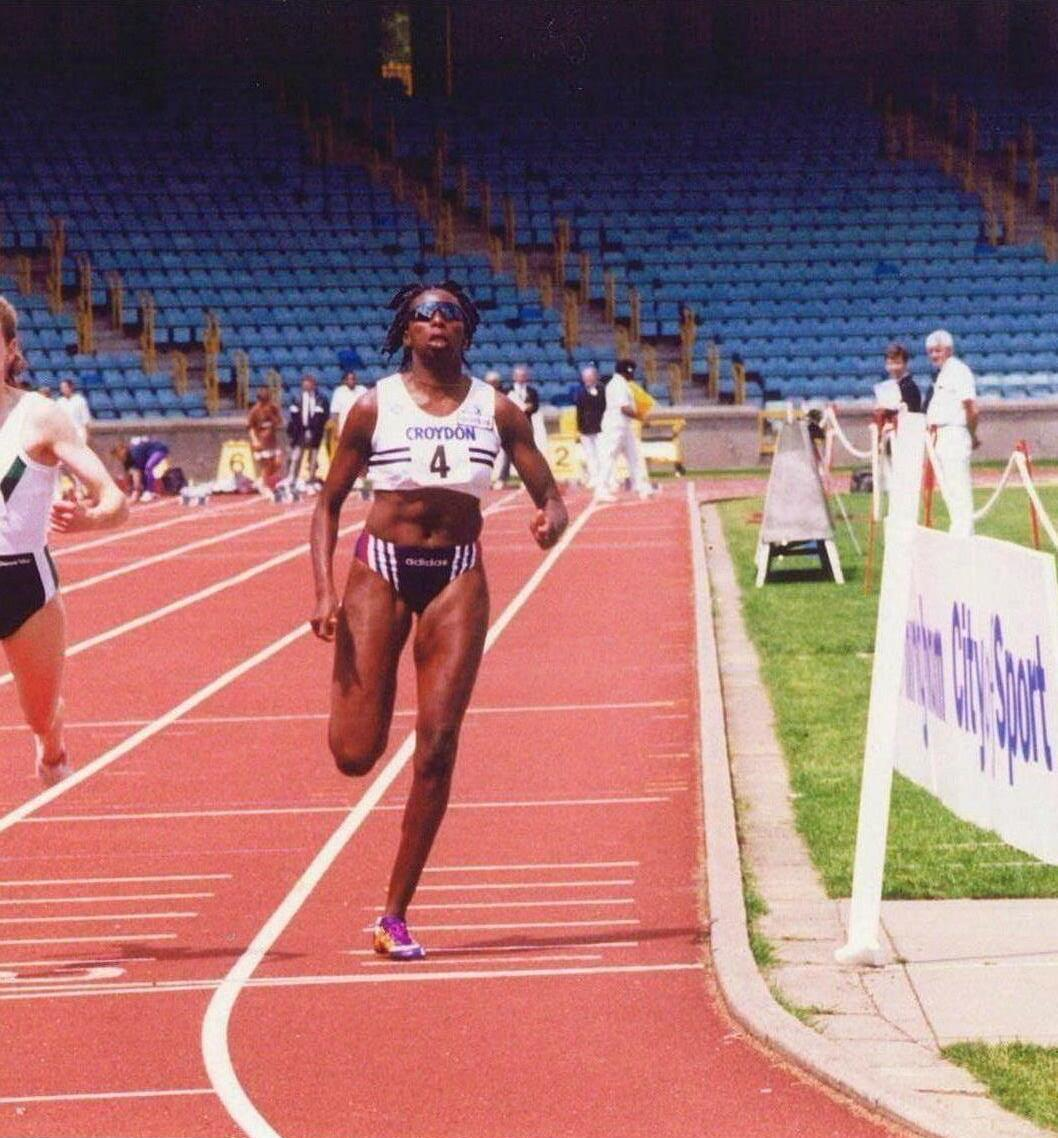
Donna Fraser schied als Siebte ihres Halbfinallaufs aus

8. August 2005, 21:00 Uhr
| Platz | Name              | Nation              | Zeit (s) |
| ----- | ----------------- | ------------------- | -------- |
| 1     | Sanya Richards    | USA                 | 50,05    |
| 2     | Amy Mbacké Thiam  | Senegal             | 50,83    |
| 3     | Natalja Antjuch   | Russland            | 50,99    |
| 4     | Nawal El Jack     | Sudan               | 51,85    |
| 5     | Tiandra Ponteen   | St. Kitts und Nevis | 51,88    |
| 6     | Shericka Williams | Jamaika             | 52,44    |
| 7     | Donna Fraser      | Großbritannien      | 52,48    |
| 8     | Hanna Kosak       | Belarus             | 52,73    |

### Halbfinallauf 2

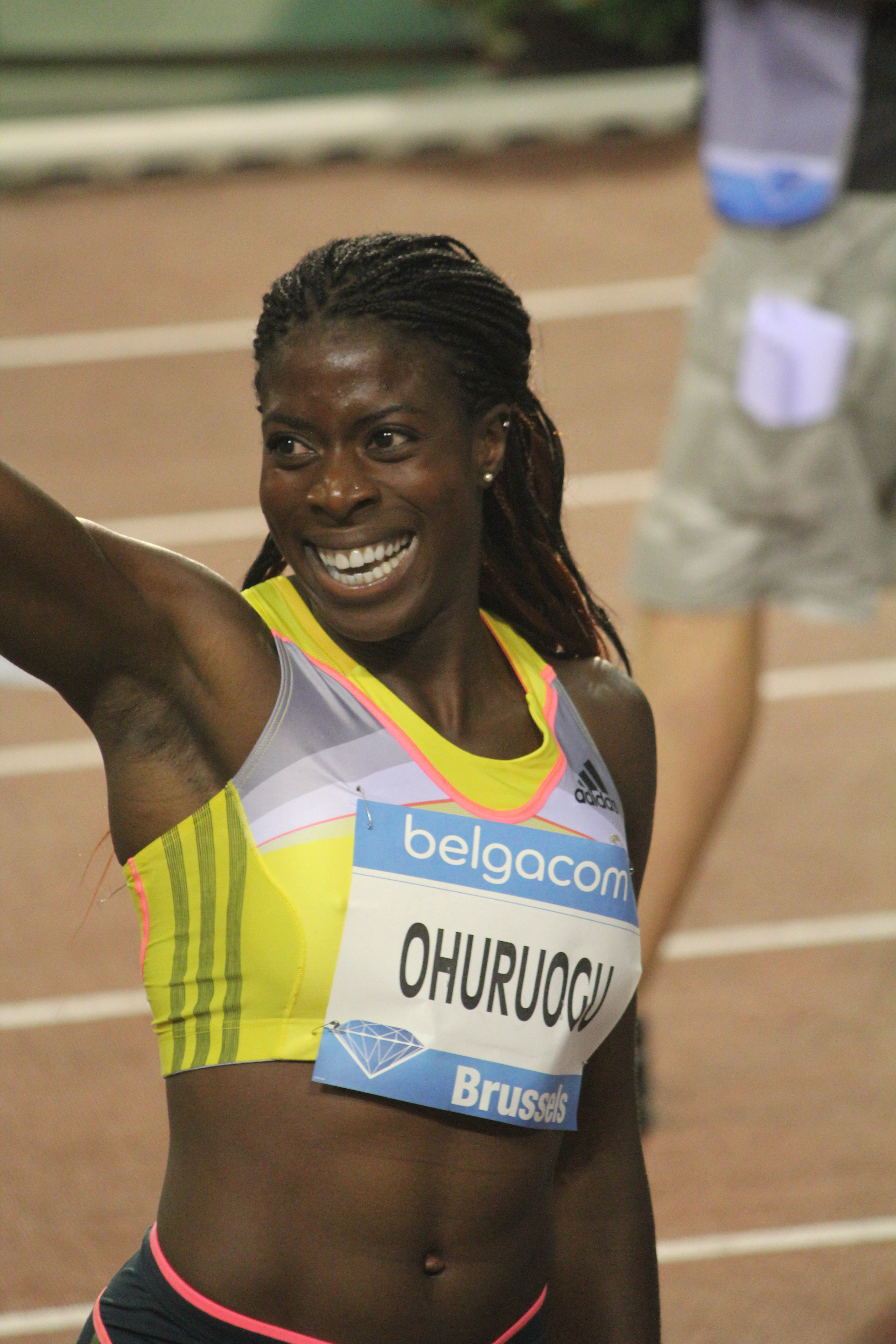
Christine Ohuruogu, mit der britischen Staffel am Schlusstag Dritte, kam als Vierte ihres Halbfinales nicht in den Endlauf

8. August 2005, 21:08 Uhr
| Platz | Name               | Nation         | Zeit (s) |
| ----- | ------------------ | -------------- | -------- |
| 1     | Swetlana Pospelowa | Russland       | 50,34    |
| 2     | DeeDee Trotter     | USA            | 50,73    |
| 3     | Christine Amertil  | Bahamas        | 51,03    |
| 4     | Christine Ohuruogu | Großbritannien | 51,43    |
| 5     | Lorraine Fenton    | Jamaika        | 51,48    |
| 6     | Kaltouma Nadjina   | Tschad         | 52,07    |
| 7     | Fatou Bintou Fall  | Senegal        | 52,35    |
| 8     | Anna Guzowska      | Polen          | 52,45    |

### Halbfinallauf 3

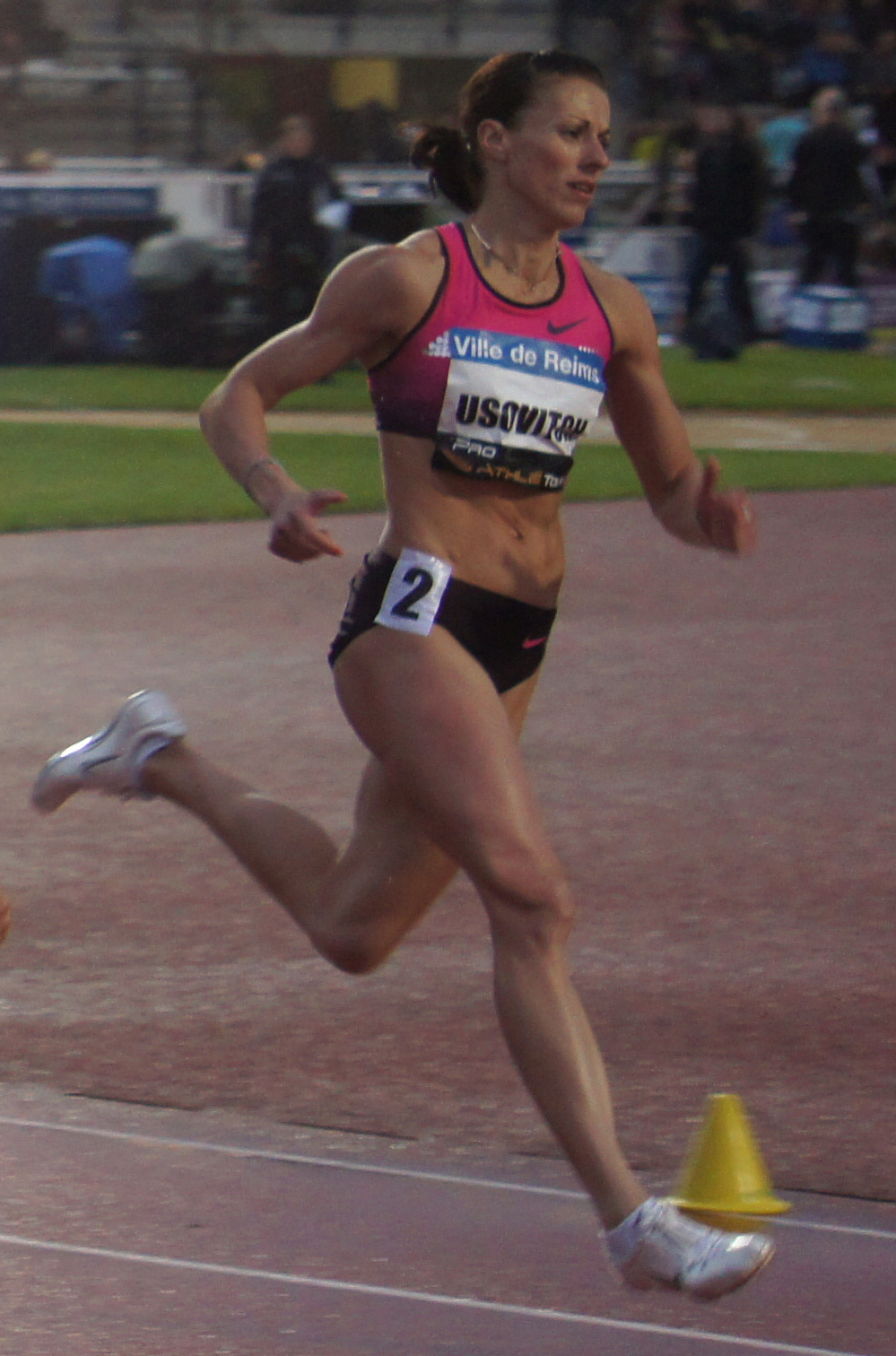
Ilona Ussowitschs fünfter Rang im dritten Halbfinale reicht nicht zum Weiterkommen
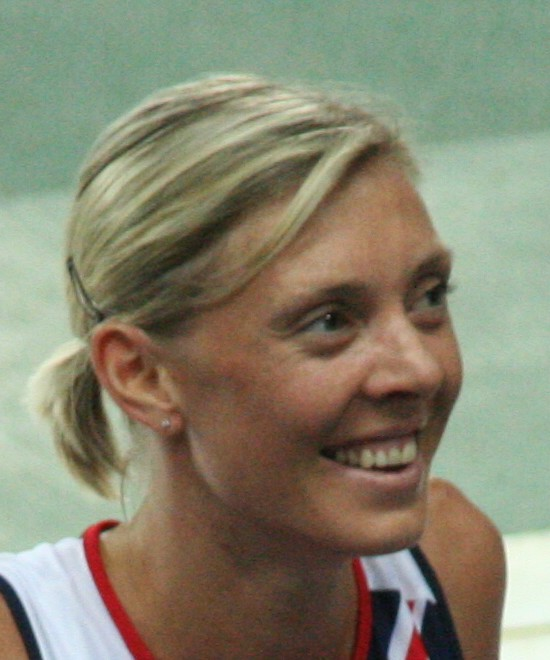
Für Lee McConnell war auf Platz sechs ihres Halbfinalrennens Endstation

8. August 2005, 21:16 Uhr
| Platz | Name                     | Nation         | Zeit (s) |
| ----- | ------------------------ | -------------- | -------- |
| 1     | Tonique Williams-Darling | Bahamas        | 49,69    |
| 2     | Ana Guevara              | Mexiko         | 50,33    |
| 3     | Olesja Sykina            | Russland       | 50,73    |
| 4     | Monique Henderson        | USA            | 50,73    |
| 5     | Ilona Ussowitsch         | Belarus        | 50,96    |
| 6     | Lee McConnell            | Großbritannien | 51,15    |
| 7     | Lucimar Teodoro          | Brasilien      | 51,98    |
| 8     | Karen Shinkins           | Irland         | 52,17    |

## Finale
10. August 2005, 20:00 Uhr
| Platz | Name                     | Nation   | Zeit (s) |
| ----- | ------------------------ | -------- | -------- |
| 1     | Tonique Williams-Darling | Bahamas  | 49,55    |
| 2     | Sanya Richards           | USA      | 49,74    |
| 3     | Ana Guevara              | Mexiko   | 49,81    |
| 4     | Swetlana Pospelowa       | Russland | 50,11    |
| 5     | DeeDee Trotter           | USA      | 51,14    |
| 6     | Olesja Sykina            | Russland | 51,24    |
| 7     | Monique Henderson        | USA      | 51,77    |
| 8     | Amy Mbacké Thiam         | Senegal  | 52,22    |

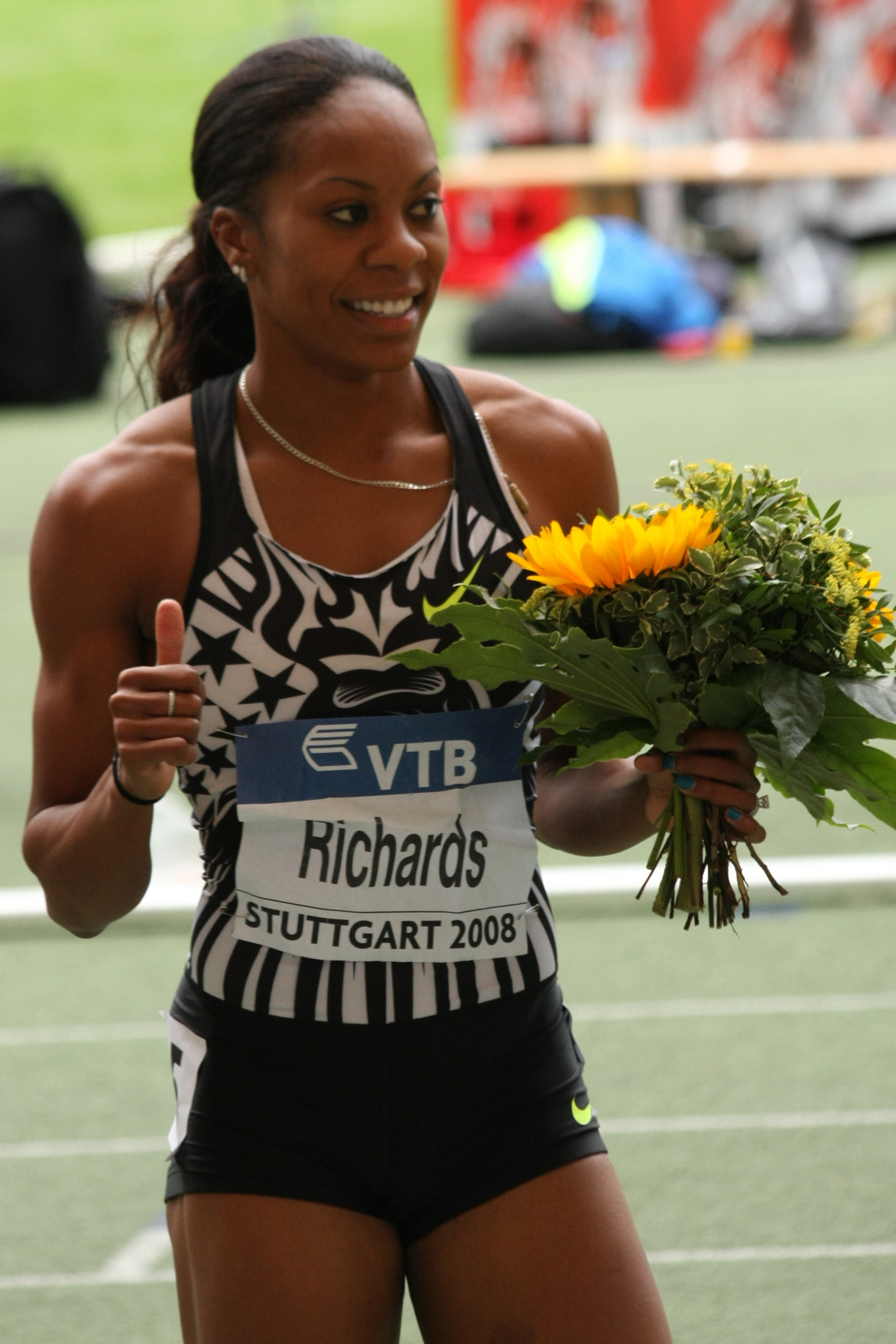
Vizeweltmeisterin Sanya Richards errang hier ihre erste Einzelmedaille bei einer großen internationalen Meisterschaft
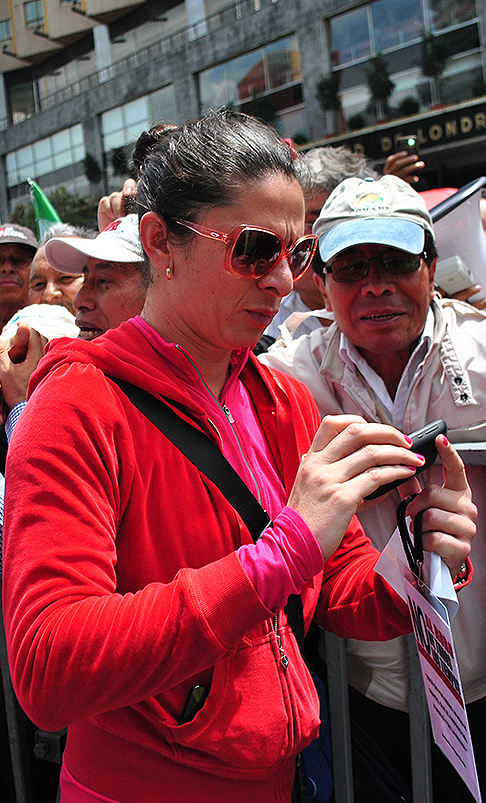
Für die Titelverteidigerin Ana Guevara, 2004 Olympiazweite und 2001 WM-Dritte, gab es diesmal Bronze
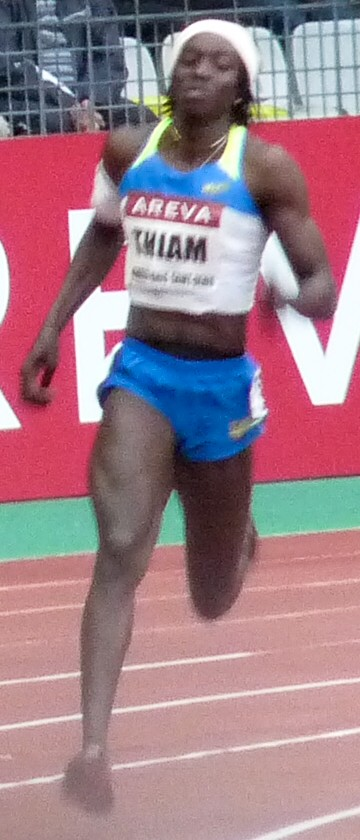
Die achtplatzierte Amy Mbacke Thiam hatte 2001 WM-Gold und 2003 WM-Bronze gewonnen

## Video
- 2005 World Championship Women's 400m, youtube.com, abgerufen am 6. Oktober 2020